# マリア・デ・ポルトゥガル (1538-1577)
マリア・デ・ポルトゥガル（Maria de Portugal）またはマリア・デ・ギマランイス（Maria de Guimarães, 1538年8月12日 - 1577年9月7日）は、ポルトガルの王女。スペインの将軍・総督パルマ公アレッサンドロ・ファルネーゼの妻。夫の家督継承前に死去したため、パルマ公爵夫人にはなっていない。

## 生涯
父はポルトガル王マヌエル1世の六男ギマランイス公ドゥアルテ、母は王家の庶流ブラガンサ公ジャイメ1世の娘イザベル。王族の娘として高度な教育を授けられ、ラテン語やギリシア語に堪能で、数学や哲学の論議に参加することもできるほどの教養を備えた。
従兄にあたるスペイン王フェリペ2世の政治的な意向により、フェリペの甥アレッサンドロとの縁組が取り決めされた。マリアの輿入れの船団は1565年9月14日にリスボンを出港し、途中激しい嵐に遭遇しつつ、イギリス海峡に出て花婿の待つブリュッセルに上陸した。当時、アレッサンドロの母マルゲリータ・ダウストリアがネーデルラント総督を務めていたためである。1565年11月11日に執り行われた婚礼の後、壮麗豪奢な祝宴が開かれた。司式はカンブレー大司教マクシミリアン・ド・ベルグが務めた。翌1566年、夫婦はパルマに移った。
マリアは信心深く、夫に対して愛情こまやかな女性だった。慈善活動に身を捧げ、公国内の多くの女性と身分を問わず積極的に交流したことに対しては、高位の婦人の品位を落とす行為として非難された。
1577年39歳で死去。遺骸はサンタ・マリーア・マッダレーナ教会（Santa Maria Maddalena）に葬られたが、1823年末裔の1人でパルマ公国元首となった元フランス皇后マリー・ルイーズによってサンタ・マリーア・デッラ・ステッカータ聖堂に改葬された。同聖堂内の夫アレッサンドロの棺の隣に安置されたのである。
輿入れに際し携行したと推測されている所持品の中にポルトガル語の料理書があり、『ドナ・マリア内親王の料理書』としてナポリ国立図書館に所蔵されている。

## 子女
- マルゲリータ（1567年 - 1643年） - マントヴァ公ヴィンチェンツォ1世・ゴンザーガと結婚（のち婚姻無効）
- ラヌッチョ（1569年 - 1622年） - パルマ公
- オドアルド（1573年 - 1626年） - 枢機卿